# نرجس أطلسي
النرجس الأطلسي نوع نباتي يتبع جنس النرجس من الفصيلة النرجسية. ينمو النبات من بصلة شتوية مبكرة معمرة.

## الموئل والانتشار
يعد النرجس الأطلسي متوطنًا في المغرب العربي.